# Takuma Nishimura
Takuma Nishimura (Japans: 西村 拓真, Nishimura Takuma) (Nagoya, 22 oktober 1996) is een Japanse professionele voetballer. Hij speelt voor de Japanse club Yokohama F. Marinos en het Japanse nationale team.

## Clubcarrière
Nishimura kreeg zijn eerste profcontract bij de Japanse club Vegalta Sendai, waarvoor hij drie jaar uitkwam in de J1 League.
Op de laatste dag van de transfermarkt in 2018 werd bekend dat CSKA Moskou hem zou overnemen en een 4-jarig contract had aangeboden. Hij maakte zijn debuut voor de Russische ploeg op 23 september 2018, toen hij inviel tijdens het 1-1 gelijkspel tegen stadsgenoot Spartak Moskou. In 2018 was hij ook ingeschreven door de club voor de Champions League, waar hij in twee groepswedstrijden tegen AS Roma en Real Madrid in de blessuretijd inviel. Zijn eerste goal voor CSKA maakte hij op 9 maart 2019 bij een 3-0 thuisoverwinning tegen Rubin Kazan.
Hoewel hij in het eerste deel van het seizoen 2018-19 nog veel aan spelen toekwam, werd Nishimura in het tweede deel vooral bankzitter. Op 10 januari 2020 werd bekend dat CSKA hem uit zou lenen aan de Portugese club Portimonense voor het resterende deel van het seizoen. Op 26 maart 2020 kwam er na slechts 2 wedstrijden te spelen al een einde aan de huurovereenkomst, en keerde hij voor het resterende seizoen terug naar Vegalta Sendai. Op 11 februari 2021 werd bekend dat de club Nishimura definitief over zou nemen van CSKA Moskou.
Na de degradatie van Vegalta Sendai naar de J2 League werd bekendgemaakt dat Nishimura de overstap maakte naar Yokohama F. Marinos, waar hij een contract tekende tot 2024. Nishimura scoorde zowel in de kampioenswedstrijd van het seizoen 2022 als de finale van de Japanse Supercup in 2023, waarbij deze laatste ervoor zorgde dat de Marinos hun allereerste Supercup wonnen.

## Interlandcarrière
Nishimura werd na een goed seizoen bij de Marinos geselecteerd voor de Japanse selectie die deelnam aan het Oost-Aziatisch kampioenschap voetbal in 2022. Hij maakte op dit toernooi zijn debuut in de groepswedstrijd tegen Hong Kong, waar hij meteen 2 keer scoorde in de 6-0 overwinning. Hij speelde op dat toernooi tijdens alle groepswedstrijden.
In totaal kwam Nishimura al 5 keer uit voor de Japanse nationale ploeg, waarin hij 3 keer scoorde.

### Internationale goals
| Nr. | Datum         | Stadion                               | Tegenstander | Score | Resultaat | Competitie                                   |
| --- | ------------- | ------------------------------------- | ------------ | ----- | --------- | -------------------------------------------- |
| 1.  | 19 juli 2022  | Kashimastadion, Ibaraki, Japan        | Hong Kong    | 3–0   | 6–0       | Groepsfase Oost-Aziatisch kampioenschap 2022 |
| 2.  | 19 juli 2022  | Kashimastadion, Ibaraki, Japan        | Hong Kong    | 4–0   | 6–0       | Groepsfase Oost-Aziatisch kampioenschap 2022 |
| 3.  | 24 maart 2023 | Nieuw Olympisch Stadion, Tokio, Japan | Uruguay      | 1–1   | 1–1       | Vriendschappelijk                            |

## Erelijst

### Club

#### Yokohama F. Marinos
- Kampioen J1 League: 2022
- Winnaar Japanse Supercup: 2023